# Phoenix Wright: Ace Attorney – Trials and Tribulations
Phoenix Wright: Ace Attorney — Trials and Tribulations (яп. 逆転裁判 3 Гякутэн Сайбан 3, букв. «Переворотный суд 3») — компьютерная игра в жанре визуальной новеллы, разработанная и изданная Capcom в 2004 году. Это третья игра в серии Ace Attorney и последняя игра серии, которая изначально разрабатывалась для консоли Game Boy Advance. Геймплей схож с предыдущими частями: игрок, играя за адвоката, должен защитить своего клиента, обвинённого в убийстве, и раскрыть это самое убийство. После выхода на Game Boy Advance игра также переиздавалась на Nintendo DS и Nintendo Wii как отдельная игра и на Nintendo 3DS, Nintendo Switch, ПК, Playstation 4, Xbox One, Android и iOS в составе сборника Phoenix Wright: Ace Attorney Trilogy.

## Разработка
Автором сценария и руководителем проекта игры стал Сю Такуми, продюсером был Ацуси Микаба, а композитором — Нориюкэ Ивадарэ. После разработки первой игры начальник Такуми сказал, что из игры следует сделать трилогию, которая грандиозно закончится последним делом третьей части. Так как Такуми видел игры как одно целое, он не делал больших изменений. Таким образом, дизайн основных персонажей был перенят из оригинальной игры, а в геймплее не было никаких новшеств: Такуми был доволен тем, что получилось после Justice for All, где ввели механику «душевных замков». Он также хотел закончить игру на Trials and Tribulations, отметив, что важно знать, когда закончить историю, и что не хочет, чтобы Феникс Райт стал «тенью прошлого себя».

## Сюжет
Игра разделена на пять сюжетно связанных эпизодов.
1. Turnabout Memories (яп. 思い出の逆転, букв. «Поворот во воспоминаниях») — вводное дело. Происходит на пять лет раньше основной части игры. В убийстве бывшего парня Далии Хоуторн — как окажется позже, двоюродной сестры Мии и Майи Фей — обвиняется её нынешний возлюбленный, Феникс Райт. Адвокатом выступила Мия Фей — позже наставница Феникса.
2. The Stolen Turnabout (яп. 盗まれた逆転, букв. «Украденный поворот») — с выставки украли кураинскую вазу — реликвию деревни Кураин, где проживают Майя и Пёрл Фей. К краже был причастен вор под псевдонимом Маск☆Де Маск. Позже Рон де Лайт, якобы бывший этим вором, сдался полиции с поличным. Феникс взялся его защищать. После того как Феникс Райт доказал, что его клиент находился в другом месте во время кражи, перед ним встаёт новая проблема: в здании охранной фирмы, где находился подсудимый, произошло убийство, в котором подопечному Райта тут же предъявляется обвинение. В этом деле дебютирует Годо — загадочный прокурор со странной манией к кофе.
3. The Reciepe to Turnabout (яп. 逆転のレシピ, букв. «Поворот рецепта» или «Рецепт к повороту») — во французском ресторане отравили одного из клиентов. Под подозрение пала официантка Мэгги Бёрд, ранее появлявшаяся в первом деле Justice for All. Несмотря на то что её адвокатом был Феникс Райт, её всё равно признали виновной. Однако позже оказалось, что тот Феникс был самозванцем, и настоящий адвокат решил очистить своё имя и имя Мэгги.
4. Turnabout Beginnings (яп. 始まりの逆転, букв. «Начальный поворот») — происходит за шесть лет до начала основных событий игры. Это первое дело адвоката Мии Фей и прокурора Майлза Эджворта.
5. The Bridge to Turnabout (яп. 華麗なる逆転, букв. «Блестящий поворот» с японского и «Мост к повороту» с английского) — в храме Хадзакура была убита Элиза Дуоним, автор детских иллюстрированных книг. В преступлении обвинили Айрис, монашку в этом храме. В процессе расследования вскрылось, что настоящее имя Элизы Дуоним — Мисти Фей, которая была матерью Мии и Майи Фей и мастером кураинской техники призыва, а за её смерть ответственен Годо.

## Геймплей
Геймплей типичен для серии Ace Attorney. Игра делится на две стадии: расследование и судебное заседание. Во время расследования игроку требуется находить улики и общаться с другими персонажами, чтобы выяснять новые сведения о деле. В Trials and Tribulations безо всяких изменений перекочевала механика «душевных замков», добавленная во второй части. Когда какой-то из персонажей по каким-то причинам скрывает какую-либо информацию, на экране появляются замки. Чтобы их взломать, нужно показать этому персонажу магатаму и предъявить улики, которые раскроют сокрытые сведения.
Во время судебного заседания игроку предстоит защитить своего клиента, используя улики, полученные во время расследования, и сведения, предоставленные во время суда. Главной механикой игры в судебной части является перекрёстный допрос: игроку нужно найти противоречие между уликами и заявлениями свидетеля.

## Критика
| Сводный рейтинг    | Сводный рейтинг |
| Агрегатор          | Оценка          |
| ------------------ | --------------- |
| GameRankings       | 81,14 %         |
| Metacritic         | 81/100          |
| Иноязычные издания |                 |
| Издание            | Оценка          |
| Eurogamer          | 8/10            |
| Famitsu            | 35/40           |
| IGN                | 7,7/10          |
| Adventure Gamers   | [ 8 ]           |
| Pocket Gamer UK    | [ 9 ]           |

Игра получила в основном положительные отзывы критиков: на сайте Metacritic ей присвоен 81 балл из 100. Ким Вайлд, автор обзора на игру в Adventure Gamers, посетовал на отсутствие значимых изменений по сравнению с прошлыми частями серии и, следовательно, сохранение их ошибок, но в целом игру оценил хорошо, отметив в особенности «глубокий как никогда» сюжет и «весёлые, абсурдные» диалоги с персонажами. Колин Мориарти в рецензии для IGN сделал следующее заключение:

К сожалению, Phoenix Wright: Trials and Tribulations завершает очень хорошую серию игр. В играх о Фениксе Райте нет ничего сверхординарного. Они не входят в число лучших из лучших и необязательны к прохождению всеми геймерами на планете. И они далеки от подобных званий. Однако в них предоставляется интересный взгляд на старый, порой даже кажущийся доисторическим жанр adventure, и они дают ему ощутимо больше яркости, чем это делают прочие игры. Также игры позволяют игрокам примерить на себе необычную роль: поиграть за адвоката. Ну а хороший сюжет и интересные персонажи делают игры серии истинным удовольствием. Trials and Tribulations, будучи почти одинаковой с прошлыми играми, точно понравится любителям предыдущих частей. Для них она обязательна к прохождению. Других же хотелось бы предупредить. Здесь нет экшна. Здесь вам придётся много читать — очень много — и делать выборы, основываясь на решениях своего ума. Здесь нет пушек. Также держите в уме, что трилогия имеет в себе взаимосвязанный сюжет, так что играть в Trials and Tribulations без прохождения предыдущих частей — не лучшее решение, хотя это и не невозможно.
Оригинальный текст (англ.)Phoenix Wright: Trials and Tribulations is, sadly, the conclusion to a very enjoyable series. There’s nothing extraordinarily awesome about the Phoenix Wright games. They aren’t top tier, must-own titles for every gamer on the planet. Far from it. But they do provide an interesting spin on the ancient, sometimes archaic-feeling adventure genre and allow the genre to appear considerably more vibrant than other titles make it seem. The games also allow gamers to take a unique role in gaming, letting them play as a lawyer, and a hodgepodge of good storytelling and interesting characters make the games a pleasure to play. Trials and Tribulations, being stylistically identical to the first two games, will appeal to those who have enjoyed the series thus far. For them, it’s a must-own. For others, however, be warned. There’s no action here. This is a game where you read -- a lot -- and must make choices based on wit and thought. There are no guns blazing here. Also be warned that the trilogy tells a somewhat continuous story, so it won’t be wise to jump into this game without playing the other two first, though doing so isn't necessarily an impossibility.— 